# Artazu
Artazu – gmina w Hiszpanii, w Nawarze, o powierzchni 6,03 km². W 2011 roku gmina liczyła 121 mieszkańców.